# Joseph Bramah
Joseph Bramah (ur. 13 kwietnia 1748 w Stainborough, zm. 9 grudnia 1814 w Londynie) – brytyjski mechanik i wynalazca.

## Życiorys
Początkowo był stolarzem. W 1778 opracował konstrukcję klozetu, w której zastosował zawór trójkulowy kontrolujący przepływ wody napełniającej zbiornik i rurę w kształcie litery U. W 1784 wynalazł nowy system zamka do drzwi, w 1795 wraz z Henrym Maudslayem wynalazł prasę hydrauliczną, a w 1802 opracował strugarkę do metali. Około 1800 opracował maszynę do nawijania sprężyn śrubowych.